# Seks, kłamstwa i narkotyki
Seks, kłamstwa i narkotyki (hiszp. Mentiras y gordas) – hiszpański komediodramat z 2009 roku w reżyserii Alfonso Albacete i Davida Menkesa. Zdjęcia kręcono w Alicante.
Film osiągnął duży sukces frekwencyjny w hiszpańskich kinach, dokąd w ciągu pierwszego weekendu przyciągnął ponad 300 tysięcy widzów. 

## Opis fabuły
Film opowiada o grupie młodzieży z Alicante, którzy podczas wakacji odkrywają uroki życia, spędzając dni na plaży, a noce w dyskotekach, nie będąc świadomymi konsekwencji takiego postępowania. Głównym sensem ich życia są ciągłe imprezy na plaży i w klubach, narkotyki, seks i wzajemne kłamstwa. W pewnym momencie młodzi ludzie zdadzą sobie sprawę, że takie postępowanie niesie za sobą poważne konsekwencje.

## Obsada
- Mario Casas - Tony
- Ana de Armas - Carola
- Yon González - Nico
- Hugo Silva - Carlos
- Ana Polvorosa - Marina
- Alejo Sauras - Bubu
- Marieta Orozco - Sonia
- Miriam Giovanelli - Paz
- Duna Jové - Leo
- Maxi Iglesias - Pablo
- Esmeralda Moya - Nuria
- Asier Etxeandía - Cristo